# La Côte-d’Aime
La Côte-d’Aime korábbi község (település) Franciaországban, Savoie megyében. 2016. január 1-jén Bellentre, Mâcot-la-Plagne és Valezan községgel egyesült és La Plagne Tarentaise új község része lett.
Lakosainak száma 914 fő (2018. január 1.). La Côte-d’Aime Aime-la-Plagne, Beaufort, Les Chapelles, Granier, La Plagne Tarentaise, Valezan, Aime és Mâcot-la-Plagne községekkel határos.

## Népesség
A település népességének változása:
| Lakosok száma | 621  | 570  | 508  | 521  | 538  | 866  | 851  | 824  | 803  | 914  |
|               | 1962 | 1968 | 1975 | 1982 | 1990 | 2008 | 2013 | 2015 | 2017 | 2018 |